# Stanley Biber
Stanley H. Biber (4 mai 1923 – 16 janvier 2006) était un médecin américain, pionnier dans la chirurgie de réattribution sexuelle, et ayant réalisé des milliers d'opérations au cours de sa longue carrière.

## Jeunesse
Biber est né d'une famille juive à Des Moines, dans l'Iowa. Étant le plus âgé des deux enfants de la fratrie, il est le fils unique d'un père qui possédait un magasin de meubles et d'une mère impliquée dans des causes sociales.
Après le projet de devenir pianiste et rabbin, Biber a servi comme employé civil à l'Office of Strategic Services au cours de la Seconde Guerre mondiale, en poste à l'Alaska et dans des territoires du Nord-Ouest. Après la guerre, il est retourné dans l'Iowa et s'est inscrit à l'école, avec le projet de devenir psychiatre.

## Carrière en tant que médecin
Biber est diplômé de la faculté de médecine de l'université de l'Iowa en 1948. Il commence à réaliser des chirurgies à l'hôpital de la Zone du canal de Panama. Biber rejoint ensuite l'Armée, où il devient chirurgien-major de l'unité Mobile Army Surgical Hospital (MASH) lors de la Guerre de Corée. Il a terminé son service dans la ville qui s'appelle maintenant Fort Carson (Colorado), et, en 1954, il a pris un emploi dans l'United Mine Workers of America de la clinique de Trinidad (Colorado).
Biber a réalisé sa première opération de changement de sexe en 1969, après qu'une femme trans lui ait demandé s'il serait disposé et en mesure de le faire. Au début, il ne savait pas comment, mais il a appris grâce à l'étude des schémas de l'hôpital Johns Hopkins. Il a gardé secrètes ses premières chirurgies des religieuses catholiques opérées à l'hôpital, en raison des potentielles réactions négatives. Trinidad est, par la suite, devenue connue comme "la Capitale Mondiale du Changement de Sexe" pour sa renommée.
Biber a également formé des dizaines d'autres chirurgiens sur les techniques de réattribution sexuelle, et il a régulièrement entretenu sa pratique chirurgicale de mise au monde des bébés, d'enlèvement des amygdales, et de remplacement de genou et de hanche.

## Retraite et fin de vie
Biber a pris sa retraite en 2003, à l'âge de 80 ans car sa prime d'assurance d'accident médical a augmenté à des niveaux qu'il ne pouvait plus assumer,. Marci Bowers, une gynécologue et femme trans elle-même, a repris sa pratique de CRS. Biber a été hospitalisé en janvier 2006, avec des complications pneumoniques auxquelles il a succombé le 16 janvier durant sa période d'hospitalisation ; il avait 82 ans. Bowers a dit, peu de temps après, qu'elle ne s'attendait pas à "reprendre ses fonctions".

## Culture populaire
Le 9 mars 2005, la série télévisée South Park a diffusé l'épisode Le Vagin tout neuf de M. Garrison. Dans la scène d'ouverture, l'enseignant M. Garrison pense qu'il est une femme à l'intérieur, et décide de bénéficier d'une opération de réattribution sexuelle, qui est effectuée par un "Dr Biber" du centre médical de la Trinidad.
Le documentaire de 2009 Trinidad se centre sur la relation de la ville éponyme avec les personnes transgenres. Le Dr Stanley Biber est souvent cité dans le film, avec Marci Bowers. Le documentaire est apparu sur le réseau Showtime.